# ノラ・ファテヒ
ノラ・ファテヒ（Nora Fatehi、1992年2月6日 - ）は、カナダのモデル、ダンサー、女優、歌手。主にインド映画（ヒンディー語映画、テルグ語映画、マラヤーラム語映画）を中心に活動している。出自はモロッコ系カナダ人だが、彼女自身はインディアン・エクスプレスの取材に対して「心はインド人」と語っている。

## キャリア
2014年にヒンディー語映画『Roar: Tigers of the Sundarbans』で映画デビューした。2015年にはプリ・ジャガンナードの『Temper』でアイテム・ナンバーに起用され、テルグ語映画デビューした。同年4月にはヴィクラム・バットの『Mr. X』でグルミート・チョーダリーと共にアイテム・ナンバーを務め、この他に『バーフバリ 伝説誕生』『Kick 2』でもアイテム・ナンバーを務めている。同年10月に『Sher』に出演し、同年12月にヴァルン・テージ主演作『Loafer』に出演し、同月には『Bigg Boss season 9』『Jhalak Dikhhla Jaa』に出演した。
2016年3月にヴァムシー・パイディパッリの『Oopiri』に出演した。2018年に『My Birthday Song』でヒロイン役を務め、サンジャイ・スーリーと共演した。同年には『Satyameva Jayate』でアイテム・ナンバー「Dilbar」（『Sirf Tum』の同名のアイテム・ナンバーのリメイク）に出演し、動画はYouTubeにアップロードされてから24時間で再生回数2000万回を記録した。また、ノラはモロッコのヒップホップグループのフネールと共同で「Dilbar」のアラビア語版をリリースしている。2019年2月にT-Seriesと専属契約を結び、2020年にレモ・デソウザの『ストリートダンサー』に出演した。

## フィルモグラフィー

### 映画

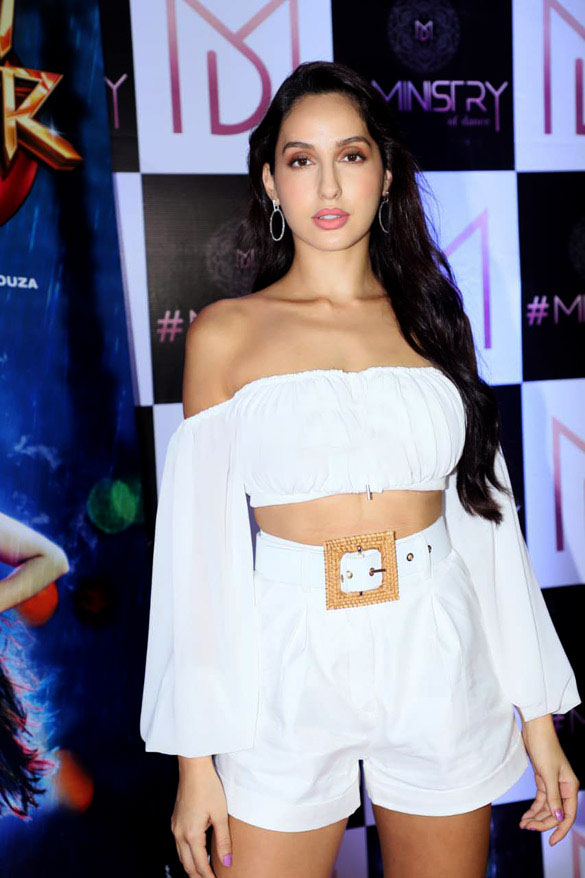
『Street Dancer 3D』完成祝賀会に出席するノラ・ファテヒ（2019年）

- Roar: Tigers of the Sundarbans（2014年）
- Crazy Cukkad Family（2015年）
- Temper（2015年）
- Mr. X（2015年）
- Double Barrel（2015年）
- バーフバリ 伝説誕生（2015年）
- Kick 2（2015年）
- Sher（2015年）
- Loafer（2015年）
- ロッキーハンサム（英語版）（2016年）
- Oopiri（2016年）
- My Birthday Song（2018年）
- Satyameva Jayate（2018年）
- ストゥリー 女に呪われた町（2018年）[23][24][25]
- Kayamkulam Kochunni（2018年）
- Bharat（2019年）
- Batla House（2019年）
- Marjaavaan（2019年）
- ストリートダンサー（2020年）[22]

### テレビシリーズ

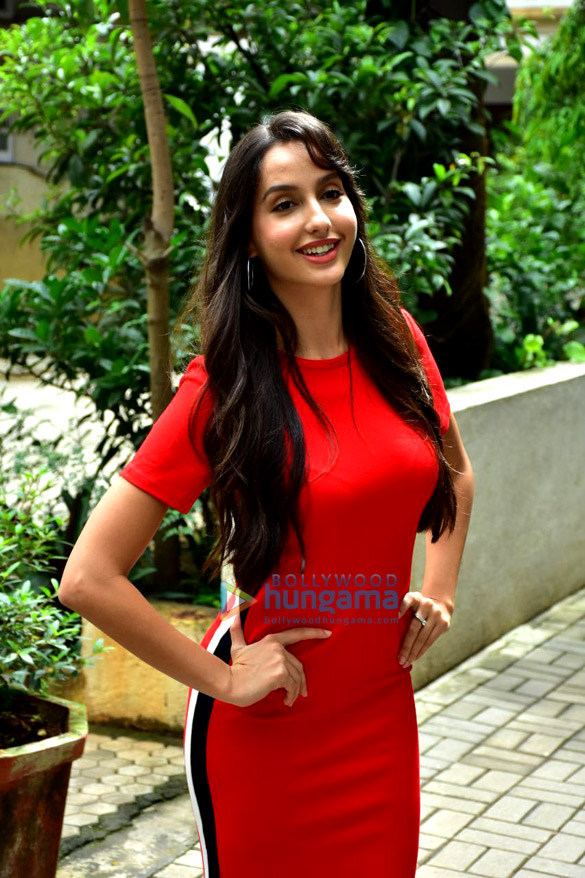
ノラ・ファテヒ（2018年）

- Bigg Boss 9（2015年-2016年）
- Comedy Nights Bachao（2016年）
- Jhalak Dikhhla Jaa 9（2016年）
- Entertainment Ki Raat（2017年）
- MTV Troll Police（2018年）
- Top Model India（2018年）
- MTV Dating in the Dark（2018年）
- Dance Plus 4（2019年）
- Dance Plus 5（2019年）
- India's Best Dancer（2020年）

### ミュージックビデオ
- Naah（2017年）[26]
- Baby Marvake Maanegi（2017年）[27]
- Dilbar（2018年）[20]
- Pachtaoge（2019年）[28]
- Pepeta（2019年）[29]